# Volo Aeroflot 2003
Il volo Aeroflot 2003 era operato, il 3 gennaio 1976, da un Tupolev Tu-124, numero di registrazione CCCP-45037, su un volo nazionale diretto all'Aeroporto Internazionale di Minsk-1 e all'Aeroporto di Brėst, nella RSS Bielorussa. Si schiantò un minuto dopo il decollo nei pressi del villaggio di Sanino, uccidendo tutti i sessantuno occupanti a bordo, più il residente di una casa a terra.

## L'aereo
Il Tupolev Tu-124V, con numero di serie 45037 (numero di fabbrica - 2351002, seriale - 10-02) era stato prodotto dall'impianto aeronautico di Charkov il 29 gennaio 1963 e il 10 febbraio fu trasferito alla direzione principale della flotta aerea civile, che lo inviò al distaccamento di volo di Mineralovodsk della direzione del Caucaso settentrionale della flotta aerea civile. Il 13 maggio 1965 il velivolo fu inviato alla 1ª squadriglia aerea di Minsk della direzione bielorussa della flotta aerea civile. Inizialmente l'aereo aveva una cabina passeggeri con 44 posti a sedere, ma in seguito arrivò a contenerne 56. Al momento dello schianto il Tupolev aveva accumulato 17.014 ore di volo e 14.409 atterraggi.

## L'incidente
Quel giorno l'aereo era pilotato dall'equipaggio della 104ª squadriglia volante, composta dal comandante Igor Gužev, dal copilota Vitalij Sutormin, dal tecnico di volo Vladimir Parchomovič e dal navigatore Ivan Semaško. L'assistente di volo Tamara Iščenko prestava servizio in cabina passeggeri. In totale, c'erano 56 passeggeri a bordo, riempiendo completamente il Tupolev. Alle 10:04:06 il Tu-124 decollò dalla pista dell'aeroporto di Mosca-Vnukovo e iniziando a salire, volando con una rotta magnetica di 242°. Il cielo in quel momento era nuvoloso con un limite inferiore di 150 metri e soffiava un vento da ponente di 5 m/s.
Alle 10:04:32 l'aereo si trovava a un'altitudine di 200 metri, quando il carrello di atterraggio e i flap furono retratti, i motori vennero impostati in modalità operativa nominale, e i piloti iniziarono a virare a destra verso Opalicha. L'equipaggio lo riferì al controllore di volo ricevendo l'ordine di salire a un'altitudine di 1500 metri. Tuttavia non ci fu alcuna conferma del comando. Il controllore fece diversi tentativi per contattare il volo 2003, senza successo.
All'inizio della virata a destra ad un'altitudine di circa 250 metri ad una velocità di 340 km/h, i piloti videro che, secondo gli indicatori di assetto, il rollio del velivolo stava cominciando ad aumentare, quindi i piloti iniziarono a inclinare la barra di comando a sinistra per ridurlo. In quel momento il Tu-124 stava volando tra le nuvole, perciò l'equipaggio poteva essere guidato solo dalle indicazioni degli orizzonti artificiali, secondo i quali il rollio continuava a crescere, nonostante i tentativi di stabilizzarsi. Dopo un po' scattò l'allarme dell'eccesso di rollio, quindi i piloti iniziarono a virare ancora di più a sinistra. Improvvisamente il Tupolev uscì dalle nuvole e l'equipaggio si rese conto che in realtà l'aereo stava precipitando a terra con un'acuta inclinazione sulla sinistra. I piloti tentarono il possibile per recuperare il loro aereo, ma la bassa quota e l'elevata velocità verticale non glielo permisero.
Alle 10:05:11, appena 65 secondi dopo il decollo dalla pista, il Tu-124 sfrecciò a 220° ad una velocità di circa 550 km/h e con una velocità verticale di oltre 50 m/s con un angolo di 20-30° con inclinazione a sinistra di circa 80° si schiantò in un campo a nord dell'abitato di Sanino. Il velivolo esplose al momento dell'impatto, dopo aver volato per 225 metri, scontrandosi con un edificio residenziale in legno a un piano a 5400 metri dalla fine della pista, distruggendolo e danneggiandone due vicini. I detriti si sparsero lungo un'area di 550 per 120 metri. In totale, 62 persone persero la vita nell'incidente: tutti e 5 i membri dell'equipaggio e i 56 passeggeri del Tu-124, oltre a un residente di 74 anni del villaggio. Un altro abitante del villaggio riportò una contusione alla testa). In quel momento fu il più grande disastro di un Tu-124, attualmente il secondo (dopo il disastro di Kirsanov).

## La causa
La causa della catastrofe è da ricercarsi nelle violazioni nelle letture degli orizzonti artificiali PP-1PM, che al momento della collisione con il suolo differivano da quelli effettivi di 120-134°. Rimasti disorientati mentre volavano tra le nuvole, i piloti raddrizzarono il loro aereo alle 10:04:39, e dopo 11 secondi lo inclinarono a sinistra, senza fermarsi. Quando il rollio superò i 32° scattò l'allarme, ma l'equipaggio pensò si riferisse all'acuto rollio a destra. Alla fine il Tupolev perse portanza e cadde in una spirale verso sinistra, scendendo con una velocità verticale fino a 50 m/s, e dopo 12 secondi si schiantò al suolo.
L'indagine rivelò che i principali sistemi elettrici dell'aereo funzionavano correttamente. Anche gli orizzonti artificiali, durante i controlli effettuati a terra prima del decollo, erano a posto. La deviazione delle letture è iniziata dopo il decollo e si verificò bruscamente ogni 5 secondi a 6° d'inclinazione. Non c'erano istruzioni per l'equipaggio sulla determinazione dei guasti dell'orizzonte artificiale. A causa della distruzione della struttura e dei sistemi dell'aeromobile, non è stata accertata la causa del malfunzionamento degli orizzonti artificiali.